# Vrbeta
Vrbeta (cyr. Врбета) – wieś w Serbii, w okręgu szumadijskim, w gminie Knić. W 2011 roku liczyła 133 mieszkańców.